# Крищишин Роман Олексійович
Роман Олексійович Крищишин (нар. 10 липня 1965, Миколаїв) — радянський та український футболіст, який грав на позиції захисника. Відомий за виступами за низку українських клубів першої та другої ліг чемпіонату СРСР, виступав також за нижчоліговий польський клуб «Гвардія» з Холма.

## Клубна кар'єра
Роман Крищишин народився у районному центрі Львівської області Миколаєві, та є вихованцем львівського спортінтертату. Футбольну кар'єру молодий футболіст розпочав у львівському армійському клубі «СКА Карпати», який грав на той час у першій союзній лізі. Спочатку Крищишин грав виключно за дублюючий склад команди, а у 1984 році дебютував у основному складі армійців. Проте у першому своєму сезоні в основному складі «СКА Карпат» Роман Крищишин зіграв лише 3 матчі, та не отримав бронзових нагород цьогорічного турніру першої ліги. З початку 1985 року Роман Крищишин грав за аматорські клуби ШВСМ із Бродів та команду львівського ВВПУ. У кінці 1985 року Крищишин став гравцем друголігового ровенського «Авангарду», проте зіграв у команді також лише 3 матчі. Наступного року футболіст перейшов до складу луцького «Торпедо». У цій команді Роман Крищишин відразу ж став одним із основних гравців захисної ланки команди, та відіграв за сезон 34 матчі. У цьому сезоні луцька команда зіграла дуже вдало, тривалий час знаходилась у призовій трійці, і лише поразки на фініші чемпіонату у виїзних матчах з армійськими клубами Києва та Одеси відкинули команду на 5 місце.
Успішна гра Романа Крищишина за луцьку команду спонукала тренерський штаб львівської команди «СКА Карпати» повернути футболіста до складу армійської команди. Проте повернення до свого старого клубу виявилось для футболіста невдалим, і він зіграв лише 4 матчі, та вимушений був покинути клуб. Згідно інтерв'ю колишнього лідера атак луцького «Торпедо» Андрія Федецького, саме після кубкового матчу з лучанами, у якому Крищишин невдало опікав Федецького, головний тренер львівських армійців Микола Самарін не побажав бачити Крищишина у складі своєї команди. Сезон 1987 року футболіст догравав у житомирському «Спартаку», де розпочав і наступний сезон, але за два роки зіграв за клуб лише 16 матчів.
Не потрапляючи в основний склад житомирської команди, Роман Крищишин у кінці 1988 року повернувся до Луцька, де до кінця року грав за аматорський клуб «Підшипник». З початку 1989 року футболіст повернувся до професійного футболу, і знову став гравцем луцької команди другої ліги, яка цього року повернула собі історичну назву «Волинь». У чемпіонському для волинян сезоні футболіст зіграв лише 12 матчів, що не завадило йому отримати разом із іншими гравцями команди золоті медалі переможців чемпіонату УРСР. У 1990 році Роман Крищишин грав за луцьку команду вже у буферній зоні другої ліги, і зіграв за сезон 19 матчів, після чого покинув клуб. У кінці 1990 року Крищишин став гравцем польського клубу «Гвардія» з Холма, у якій і закінчив свою футбольну кар'єру.

## Досягнення
- Переможець Чемпіонату УРСР з футболу 1989, що проводився у рамках турніру в шостій зоні другої ліги СРСР.